# Rue des Tours
La rue des Tours est une rue de Lille, dans le Nord, en France.

## Situation et accès
Située dans le quartier du Vieux-Lille, la rue des Tours relie la rue Saint-Jacques à la rue de Gand.
C’est une voie secondaire à faible circulation bordée en majorité d’hôtels particuliers et de maisons du XVIIe siècle. Sa forme correspond à celle de la partie est de l’ancienne fortification.

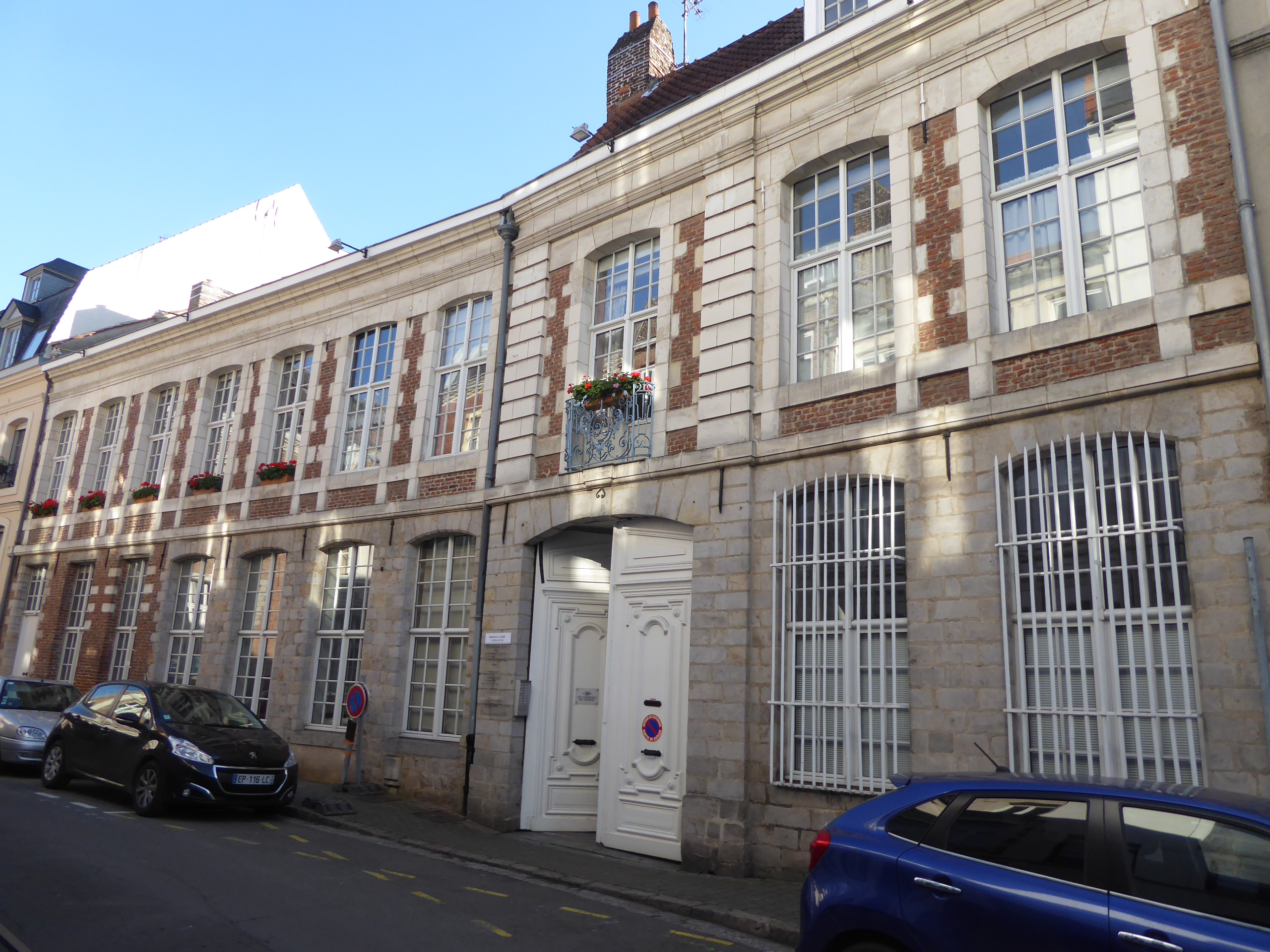
20 rue des Tours Résidence des Courtines du château
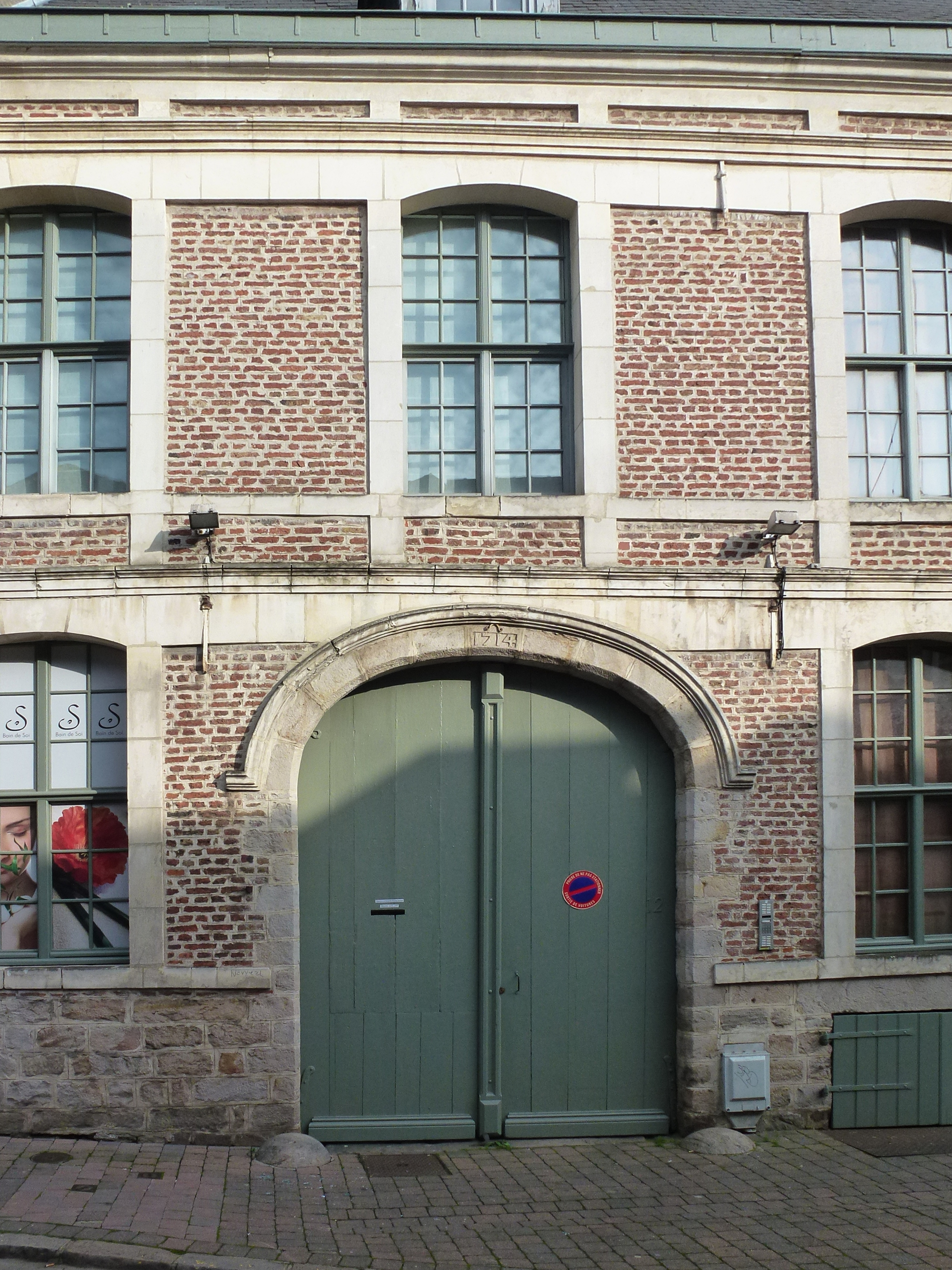
Porche 12 Ter
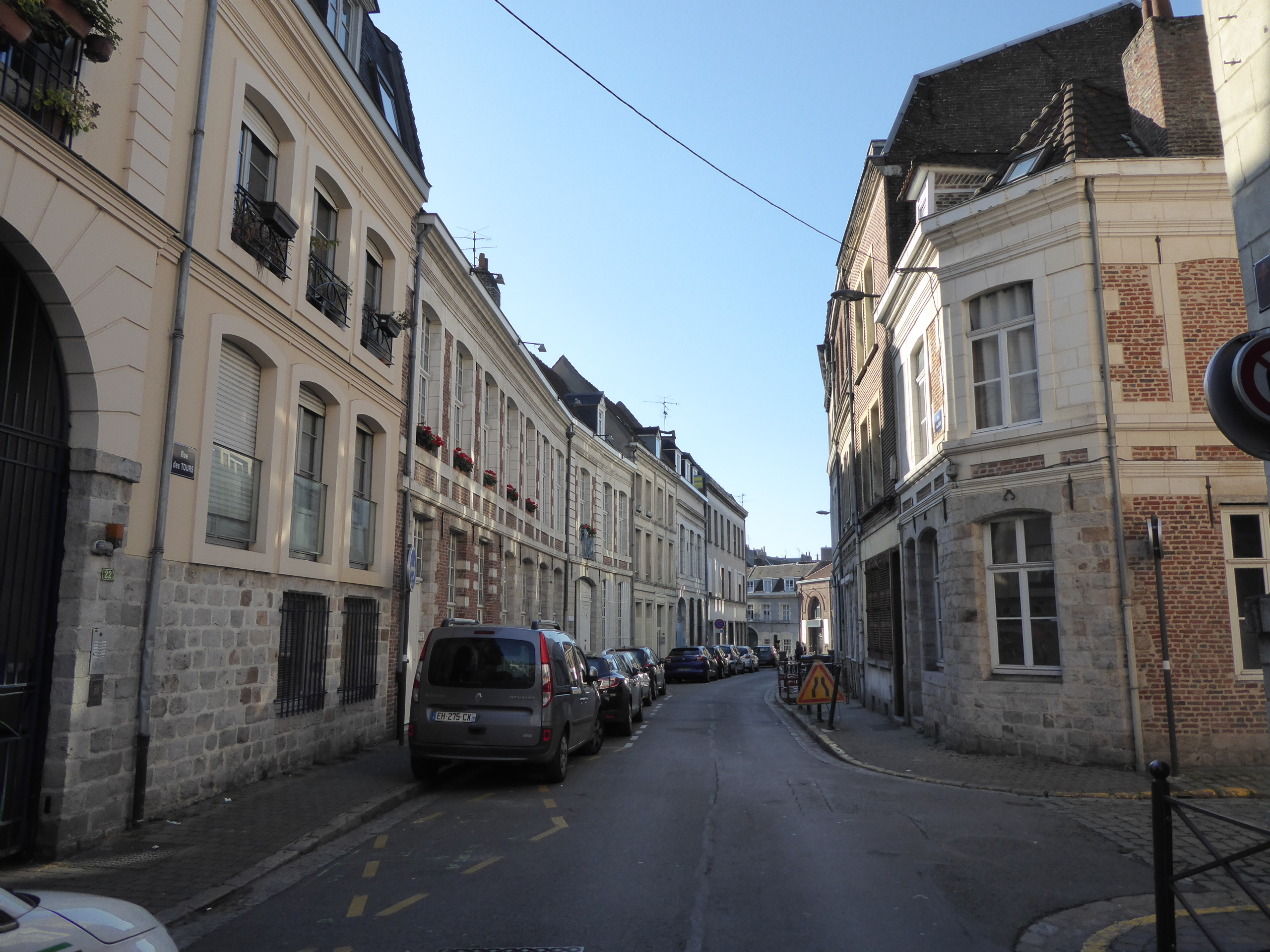
Rue des Tours vers la rue Saint-Jacques

## Origine du nom
La rue des Tours tire son nom des tours de l’ancien château de Courtrai que fit construire le roi de France Philippe Le Bel en 1297 pour protéger Lille des attaques des flamands.

## Historique

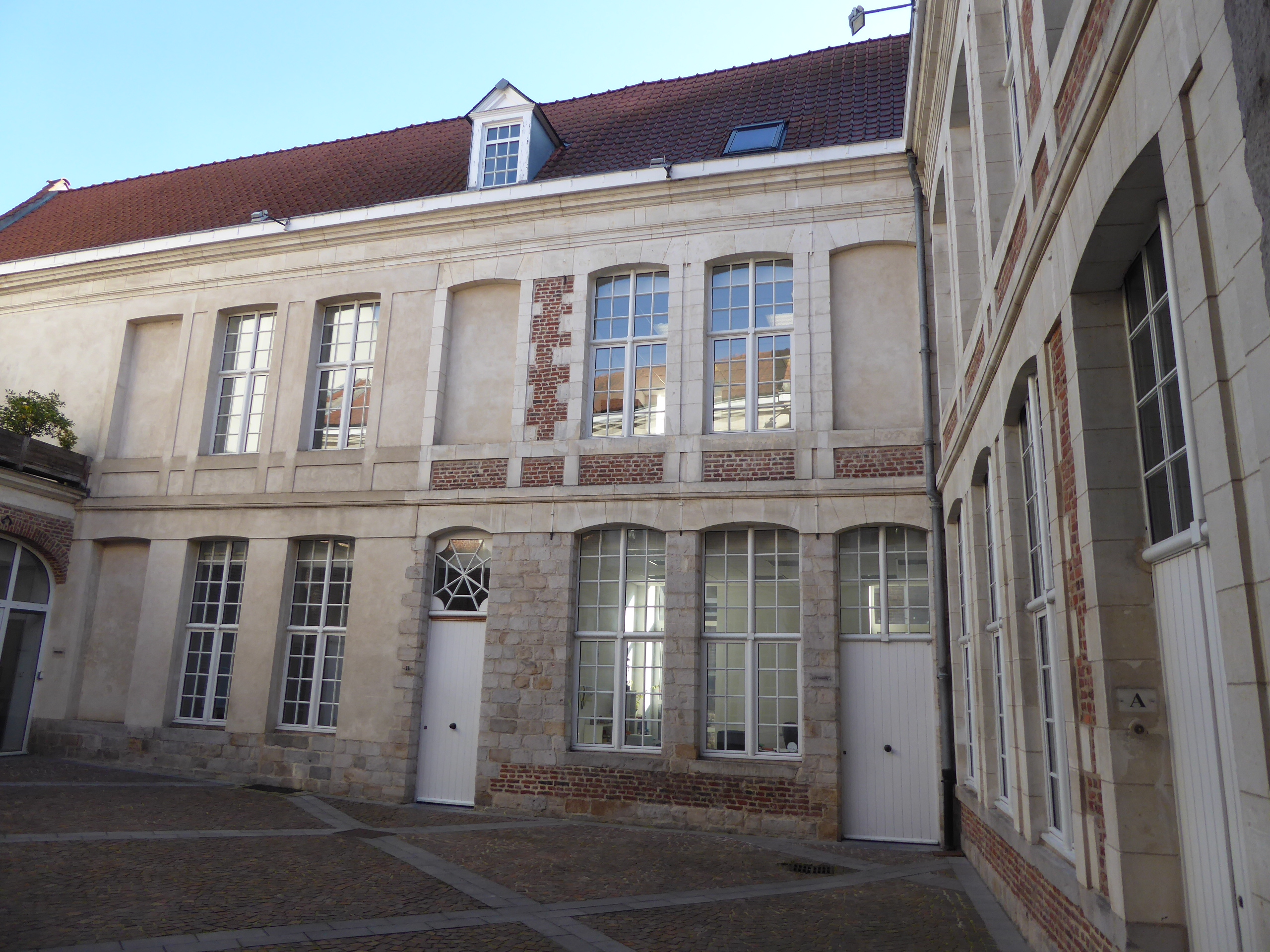
Résidence des Courtines du château cour intérieure

La rue des Tours tire son nom des tours de l’ancien château de Courtrai que fit construire le roi de France Philippe Le Bel en 1297 pour protéger Lille des attaques des flamands. Philippe II d’Espagne accéda à la demande du Magistrat de Lille en autorisant sa destruction en 1577. Un quartier fut édifié de la fin du XVIe siècle et au XVIIe siècle sur le terrain de cette forteresse.
Des fouilles archéologiques ont permis de découvrir des vestiges de l’ancienne fortification. Le nom de la résidence des courtines du château au no 20 est une référence à ce mur d’enceinte disparu.
Le tracé du canal des Ponts de Flandre qui passait à l’arrière des maisons côté pair correspondait aux fossés qui entouraient le mur d’enceinte. Ce canal fut recouvert à la fin du XIXe siècle.

## Bâtiments remarquables et lieux de mémoire
La façade du bâtiment du premier Mont-de-Piété de Lille fondé en 1610 par Bartholomé Masurel est située sur la rue. Bartholomé Masurel était un riche marchand qui légua ses biens pour fonder un établissement pouvant accorder des prêts gratuits aux nécessiteux, jusqu’à 50 écus. Une stèle avec une inscription en latin est placée au-dessus de la porte d’'entrée. Le bâtiment abrite actuellement un hôtel.
3 maisons de la rue sont des monuments inscrits à l’inventaire des Monuments historiques.
- Celle du no 8 [3].
- Celle du no 10 qui est, par ailleurs, la maison natale du compositeur Édouard Lalo[4].

Les façades arrière de ces deux maisons qui donnent sur un ancien abreuvoir devenu square Lestiboudois après sa couverture, actuellement parking, ont plus d’intérêt que celles sur rue.
- Et l’immeuble du 12 ter[5].

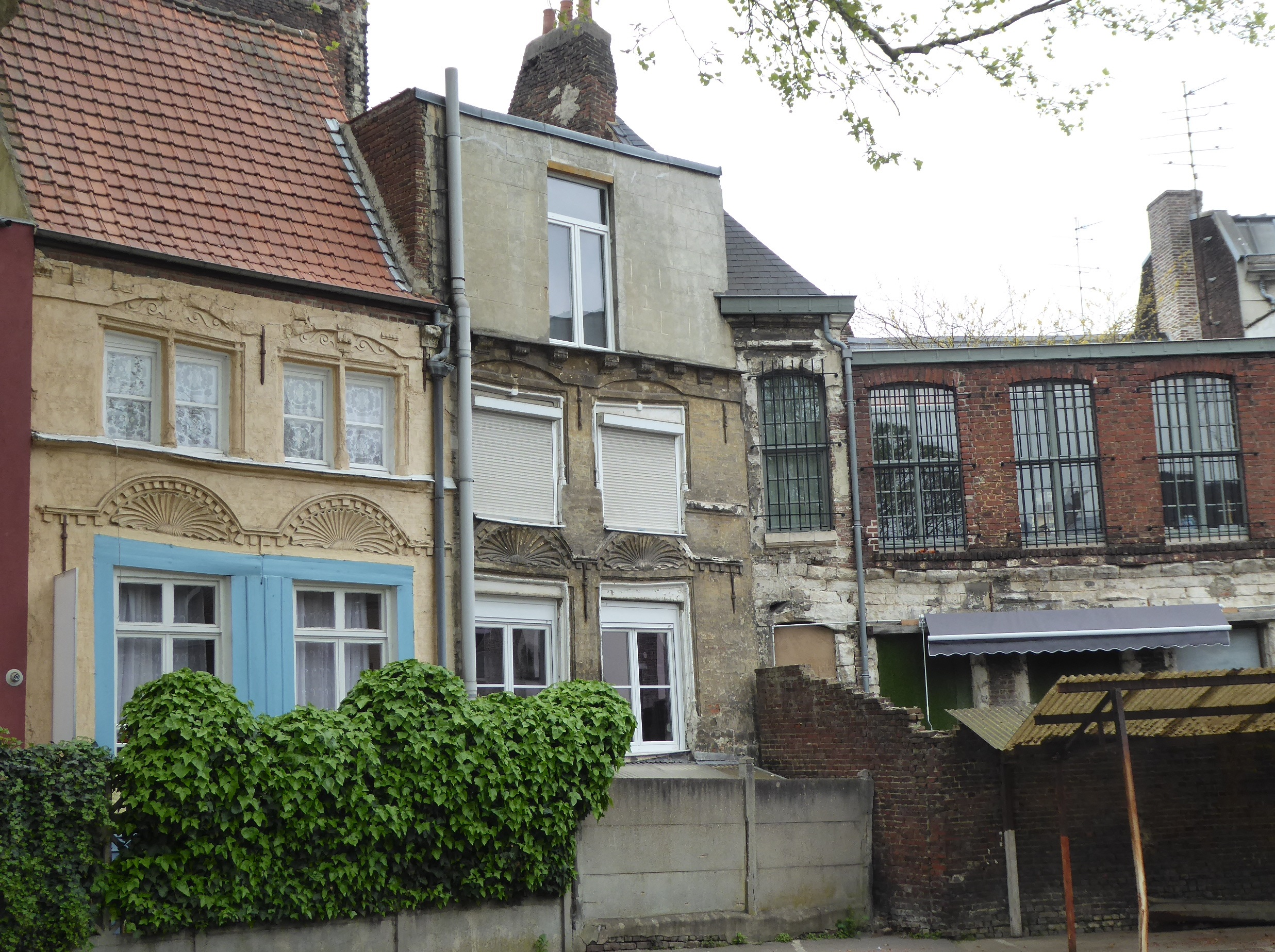
Rue des Tours 8 10 arrière
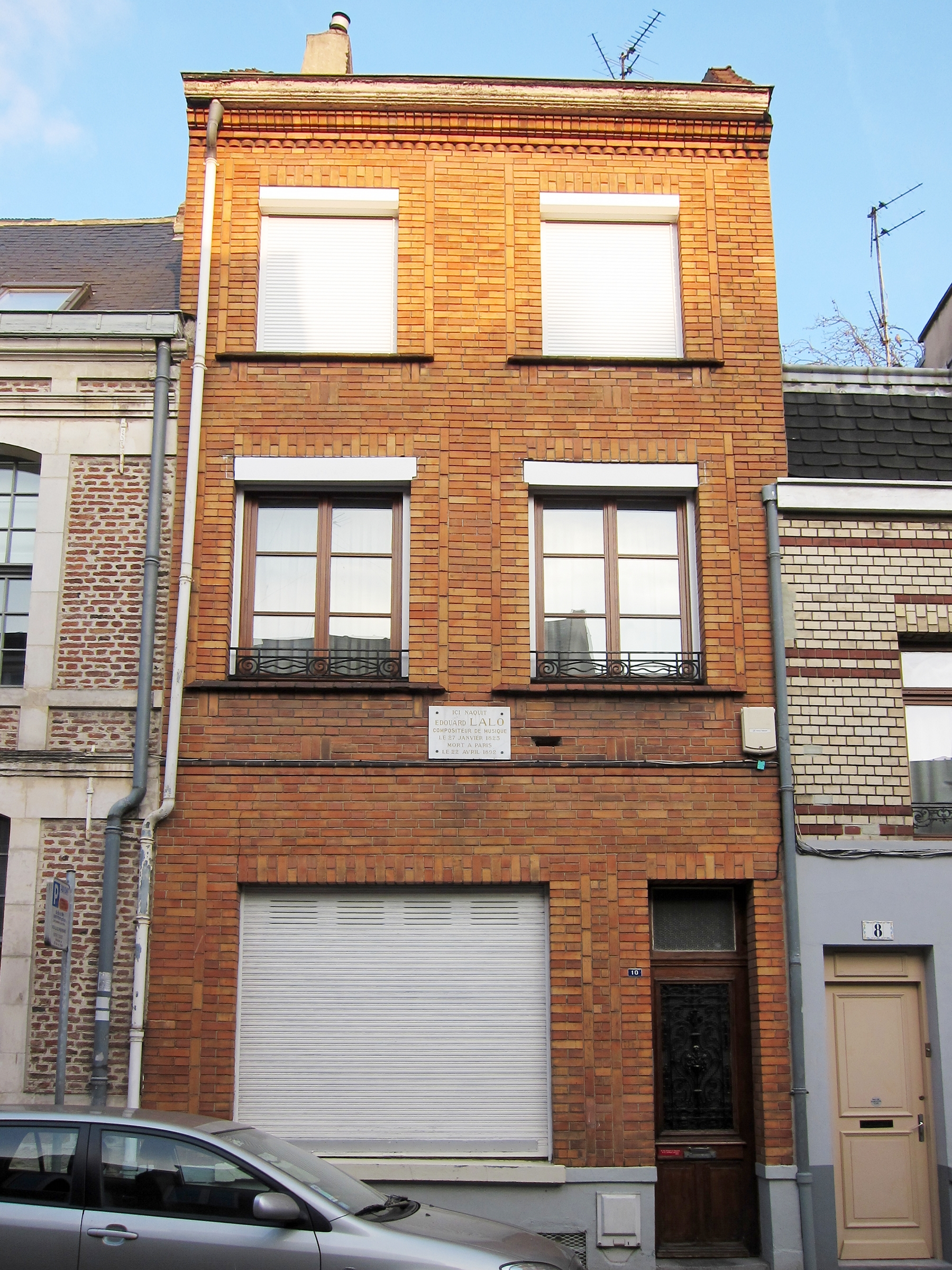
Lille 10 rue des tours façade sur rue
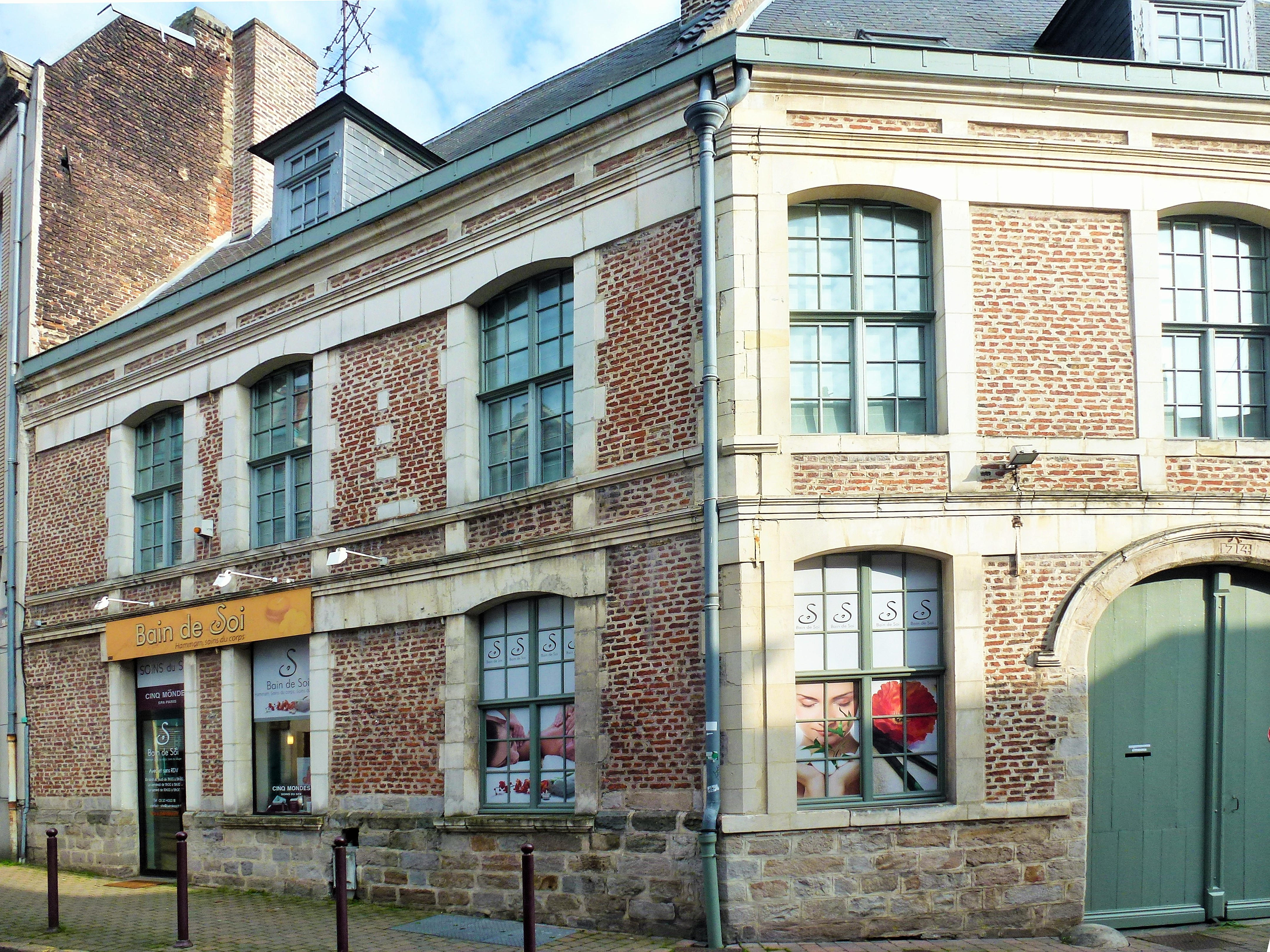
12 Ter rue des Tours
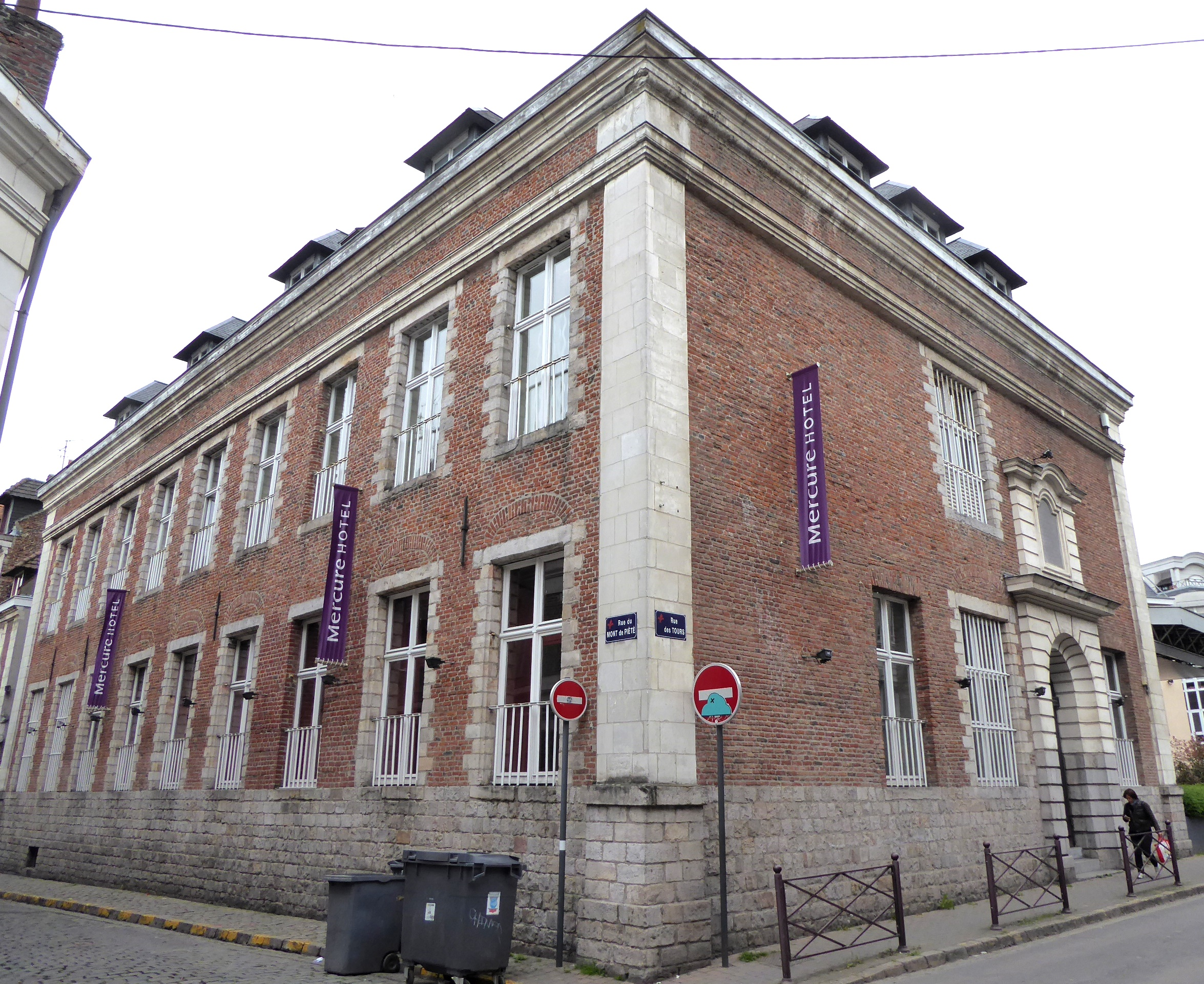
Mont de piété